# Янтарь (судостроительный завод)
«Янта́рь» — российский судостроительный завод в Калининграде. Полное наименование — акционерное общество «Прибалтийский судостроительный завод „Янтарь“». Входит в состав АО «Объединённая судостроительная корпорация».
С 2022 года, из-за вторжения России на Украину, завод находится под международными санкциями Евросоюза, США и других стран.

## История
История развития современных территорий верфи ведётся от компании Union Giesserei Königsberg, занимавшейся выпуском машиностроительной продукции в Кенигсберге с первой половины 19 века. Территорию будущего завода «Янтарь» компания приобрела в 1907 году. В 1930 году немецкая судостроительная компания Schichau-Werke приобрела активы «Унион Гизерай» и продолжила развивать выпуск судов, военных кораблей и машиностроительной продукции.
В 1945 году территория Кёнигсберга перешла к СССР по итогам Второй мировой войны. 8 июля 1945 года, в соответствии с Постановлением Государственного Комитета Обороны СССР, на базе кёнигсбергской верфи «Ф. Шихау» был образован завод, 2 августа 1945 года получивший обозначение № 820. Завод был подчинён 3-му Главному управлению Наркомата Судостроительной промышленности СССР, 18 марта 1946 года реорганизованному в Министерство судостроительной промышленности СССР.
31 января 1966 года предприятие получило наименование «Прибалтийский судостроительный завод „Янтарь“». В том же году за успешную деятельность завод награждён орденом Трудового Красного Знамени.
В связи с распадом СССР и структурной перестройкой экономики 7 октября 1993 года Прибалтийский судостроительный завод «Янтарь» акционирован и преобразован в ОАО «ПСЗ „Янтарь“». 51 % акций завода осталось у государства.
В 2008 году ПСЗ «Янтарь» вошёл в состав АО «Объединённая судостроительная корпорация».

## Санкции
В 2022 году, на фоне вторжения России на Украину, завод внесён в санкционный список Евросоюза отмечая что завод «построил большой десантный корабль проекта 11711 “Петр Моргунов”, который использовался Россией во время неспровоцированной военной агрессии против Украины в 2022 году».
7 апреля 2022 года завод попал под санкции США так как «разрабатывает и строит большинство российских военных кораблей, включая и те, которые используются для обстрела городов Украины и причинения вреда гражданскому населению Украины».
7 октября 2022 года завод включён в санкционный список Японии «в ответ на псевдореферендумы на оккупированных украинских территориях». 21 февраля 2024 года завод включён в санкционный список Канады против организаций связанных с военно-промышленным комплексом»».
Также завод включён в санкционные списки Украины и Швейцарии.

## Руководство
Генеральный директор АО «Прибалтийский судостроительный завод „Янтарь“» — Илья Сергеевич Самарин.

## Производственные мощности завода
Производственные мощности завода «Янтарь» позволяют строить на нём корабли и суда спусковым весом до 12 000 тонн. Завод располагает двумя судостроительными комплексами («Янтарь» и «Буревестник»); в составе первого комплекса имеются 2 строительных места длиной 306 м и шириной 24 м, 2 30-тонных и 5 80-тонных кранов, в составе второго комплекса — 3 строительных места длиной 164 м и шириной 16 м, 2 20-тонных и 2 30-тонных крана.
Помимо судостроительных комплексов в состав завода входят:
- Заводоуправление;
- Судостроительный эллинг с четырьмя дорожками длиной 110 м и шириной 42 м;
- Кузнечный цех;
- Цех обработки, резки и гибки металла;
- Полный комплекс оборудования для очистки, порезки и гибки стали;
- Цех сборки секций;
- Цех судоремонта;
- Трубопроводный цех;
- Цех достройки;
- Цех формирования корпусов;
- Цех металлообработки, машиносборочный цех;
- Цех сборки конструкций из алюминиевых сплавов;
- Цех испытаний судового энергетического комплекса;
- 6 30-90 тонных кранов (высота под гаком крана 30 м);
- Плавдок № 8 длиной 150 м и шириной 29 м (грузоподъёмность 12000 тонн);
- Плавдок № 2 длиной 131 м и шириной 22,5 м (грузоподъёмность 6000 тонн);
- Причальные стенки длиной более 1500 м;
- Краны вдоль причальной стенки для обслуживания судов: 9 х 20 тонн;
- 4 буксира (2 мощностью 1200 л. с., по одному мощностью 160 л. с. и 150 л. с.;
- Плавкран: 100 тонн[14].

## Деятельность
Стратегия развития предприятия охватывает четыре специализации судостроения:
- Военное кораблестроение.
- Гражданское судостроение.
- Военно-техническое сотрудничество.
- Судоремонт.

«Янтарь» является одним из поставщиков кораблей для ВМФ Российской Федерации, а ранее — для военно-морского флота СССР.
В период с 1945 г. по 2020 г. на Прибалтийском судостроительном заводе «Янтарь» построено: 161 боевой корабль (сторожевые, противолодочные, десантные корабли и фрегаты); более 100 крупных и 400 малых гражданских судов. Отремонтировано около 500 судов.

### СССР

#### Большие противолодочные корабли проекта 1155.1
- «Адмирал Чабаненко»

#### Большие противолодочные корабли проекта 1155 «Фрегат»
| Наименование         | б/н | Зав. № | Заложен    | Спущен     | В строю    | Флот | Состояние    |
| -------------------- | --- | ------ | ---------- | ---------- | ---------- | ---- | ------------ |
| «Удалой»             | 637 | 111    | 23.07.1977 | 05.02.1980 | 31.12.1980 | КСФ  | Утилизирован |
| «Адмирал Захаров»    | 513 | 112    | 16.10.1981 | 04.11.1982 | 30.12.1983 | ТОФ  | Утилизирован |
| «Адмирал Спиридонов» | 555 | 113    | 11.04.1982 | 28.04.1984 | 30.04.1984 | ТОФ  | Утилизирован |
| «Маршал Шапошников»  | 543 | 114    | 25.05.1983 | 27.12.1984 | 30.12.1985 | ТОФ  | В строю      |
| «Североморск»        | 619 | 115    | 12.06.1984 | 24.12.1985 | 30.12.1987 | КСФ  | В строю      |
| «Адмирал Виноградов» | 572 | 116    | 05.02.1986 | 04.06.1987 | 30.12.1988 | ТОФ  | В строю      |
| «Адмирал Харламов»   | 678 | 117    | 07.08.1986 | 29.06.1988 | 30.12.1989 | КСФ  | Утилизирован |
| «Адмирал Пантелеев»  | 548 | 118    | 28.01.1988 | 07.02.1990 | 19.12.1991 | ТОФ  | В строю      |

#### Сторожевые корабли проекта 1135«Буревестник»
| Наименование | б/н | Зав. № | Заложен    | Спущен     | В строю    | Флот | Списан     |
| ------------ | --- | ------ | ---------- | ---------- | ---------- | ---- | ---------- |
| «Бдительный» |     | 151    | 21.07.1968 | 28.03.1970 | 31.12.1970 | БФ   | 31.07.1996 |
| «Бодрый»     |     | 152    | 15.01.1969 | 28.04.1971 | 31.12.1971 | БФ   | 17.07.1997 |
| «Свирепый»   |     | 153    | 15.06.1970 | 27.01.1971 | 29.12.1972 | БФ   | 30.06.1993 |
| «Сильный»    | 754 | 154    | 15.03.1971 | 29.08.1972 | 30.06.1973 | БФ   | 30.06.1994 |
| «Сторожевой» |     | 155    | 20.06.1972 | 21.03.1973 | 30.12.1973 | ТОФ  | 10.04.2002 |
| «Разумный»   |     | 156    | 26.06.1972 | 20.07.1973 | 30.09.1974 | ТОФ  | 16.03.1998 |
| «Разящий»    |     | 157    | 28.09.1972 | 22.07.1974 | 30.12.1974 | ТОФ  | 29.10.1992 |
| «Дружный»    |     | 158    | 12.10.1973 | 22.01.1975 | 30.09.1975 | БФ   | 10.10.2002 |

#### Сторожевые корабли проекта 1135М
| Наименование  | б/н      | Зав. № | Заложен    | Спущен     | В строю    | Флот | Списан     |
| ------------- | -------- | ------ | ---------- | ---------- | ---------- | ---- | ---------- |
| «Резвый»      |          | 159    | 10.12.1973 | 30.05.1975 | 30.12.1975 | СФ   | 03.05.2001 |
| «Резкий»      |          | 160    | 28.07.1974 | 17.02.1976 | 30.09.1976 | ТОФ  | 04.08.1995 |
| «Разительный» |          | 161    | 11.02.1975 | 01.07.1976 | 31.12.1976 | ЧФ   | 30.11.2004 |
| «Грозящий»    |          | 162    | 04.02.1975 | 07.02.1977 | 30.09.1977 | ТОФ  | 13.02.1995 |
| «Неукротимый» |          | 163    | 22.01.1976 | 07.09.1977 | 30.12.1977 | БФ   | 01.07.2009 |
| «Громкий»     |          | 164    | 23.06.1976 | 11.04.1978 | 30.09.1978 | СФ   | 16.03.1998 |
| «Бессменный»  |          | 165    | 11.01.1977 | 09.08.1978 | 26.12.1978 | СФ   | 16.03.1998 |
| «Горделивый»  |          | 166    | 26.07.1977 | 03.05.1979 | 20.09.1979 | ТОФ  | 05.06.1994 |
| «Рьяный»      |          | 167    | 01.03.1978 | 01.09.1979 | 31.12.1979 | ТОФ  | 17.07.1997 |
| «Ревностный»  |          | 168    | 01.03.1978 | 01.09.1979 | 31.12.1979 | ТОФ  | 24.07.2003 |
| «Пытливый»    | 808, 868 | 169    | 27.06.1979 | 16.04.1981 | 30.11.1981 | ЧФ   | В строю    |

#### Большие десантные корабли проекта 1174
- БДК «Иван Рогов»
- БДК «Александр Николаев»
- БДК «Митрофан Москаленко»

#### Сторожевые корабли проекта 11540«Ястреб»
В конце 1980-х — начале 1990-х годов было заложено 3 корабля проекта 11540 «Ястреб». Третий корабль был утилизирован недостроенным.
- «Сторожевой корабль Неустрашимый»
- «Сторожевой корабль Ярослав Мудрый»

### Российская Федерация

#### Фрегаты проекта 11356
С 2007 года по настоящее время (2019 год) верфь строит серию кораблей типа «Тальвар» и проекта 11356 на экспорт в Индию и для ВМФ РФ.
- Фрегат «Teg» для ВМС Индии
- Фрегат «Tarkash» ВМС Индии
- Фрегат «Trikand» для ВМС Индии
- Фрегат «Адмирал Григорович»
- Фрегат «Адмирал Эссен»
- Фрегат «Адмирал Макаров»

#### Большие десантные корабли проекта 11711
С 2004 года по 2020 год верфь строила БДК проекта 11711:
- БДК «Иван Грен»
- БДК «Пётр Моргунов»

С 2019 года на верфи ведётся строительство судов модернизированного проекта 11711 типа «Владимир Андреев»:
- БДК «Владимир Андреев» (заложен 23.04.2019, спущен на воду 30.05.2025[16])
- БДК «Василий Трушин» (заложен 23.04.2019)
- БДК «Сергей Кабанов» (заложен 08.07.2025[17])

#### Океанографические исследовательские суда проекта 22010
В 2010—2020 годах было построено два исследовательских судна проекта 22010. По состоянию на 2020 год ОИС «Алмаз» достраивается на плаву.
- ОИС «Янтарь»
- ОИС «Алмаз»

#### Другие суда
Траулеры-сейнеры проекта SK-3101R для Рыболовецкого колхоза им. Ленина (Камчатский край).

#### Ремонт
2 февраля 2009 года стало известно, что судостроительный завод выиграл конкурс на ремонт большого десантного корабля (БДК) «Александр Шабалин» и ещё пяти кораблей Балтийского флота. До конца 2009 года планируется провести плановый ремонт военных судов. Конкурсную кампанию проводило Главное техническое управление ВМФ России.

#### Автотор
В 1996 году завод организовал совместное предприятие ООО «KIA-Балтика» с автосборочной компанией «Автотор». В качестве паевого взноса завод передал СП часть своих производственных площадей. Спустя несколько лет в СП прошёл конфликт, связанный с низкой прибыльностью совместного предприятия для «Янтаря». В 2011 году «Янтарь» вышел из состава учредителей «KIA-Балтика», однако вернуть цеха судостроительный завод не смог и они продолжают эксплуатироваться «Автотором» как автосборочная площадка.